# Cimarias (Pamulihan)
Cimarias is een bestuurslaag in het regentschap Sumedang van de provincie West-Java, Indonesië. Cimarias telt 3268 inwoners (volkstelling 2010).